# Francisco Villa (Michoacán)
Francisco Villa es una localidad del estado mexicano de Michoacán. Es parte del municipio de Zinapécuaro.

## Toponimia
El nombre de la localidad rinde homenaje a Francisco Villa, héroe de la Revolución mexicana.

## Demografía
| Gráfica de evolución demográfica |
|                                  |

| Censo | Población |
| ----- | --------- |
| 1930  | 178       |
| 1940  | 315       |
| 1950  | 748       |
| 1960  | 893       |
| 1970  | 1001      |
| 1980  | 1095      |
| 1990  | 1183      |
| 2000  | 1219      |
| 2010  | 1094      |
| 2020  | 1223      |